# Landelijk Noord

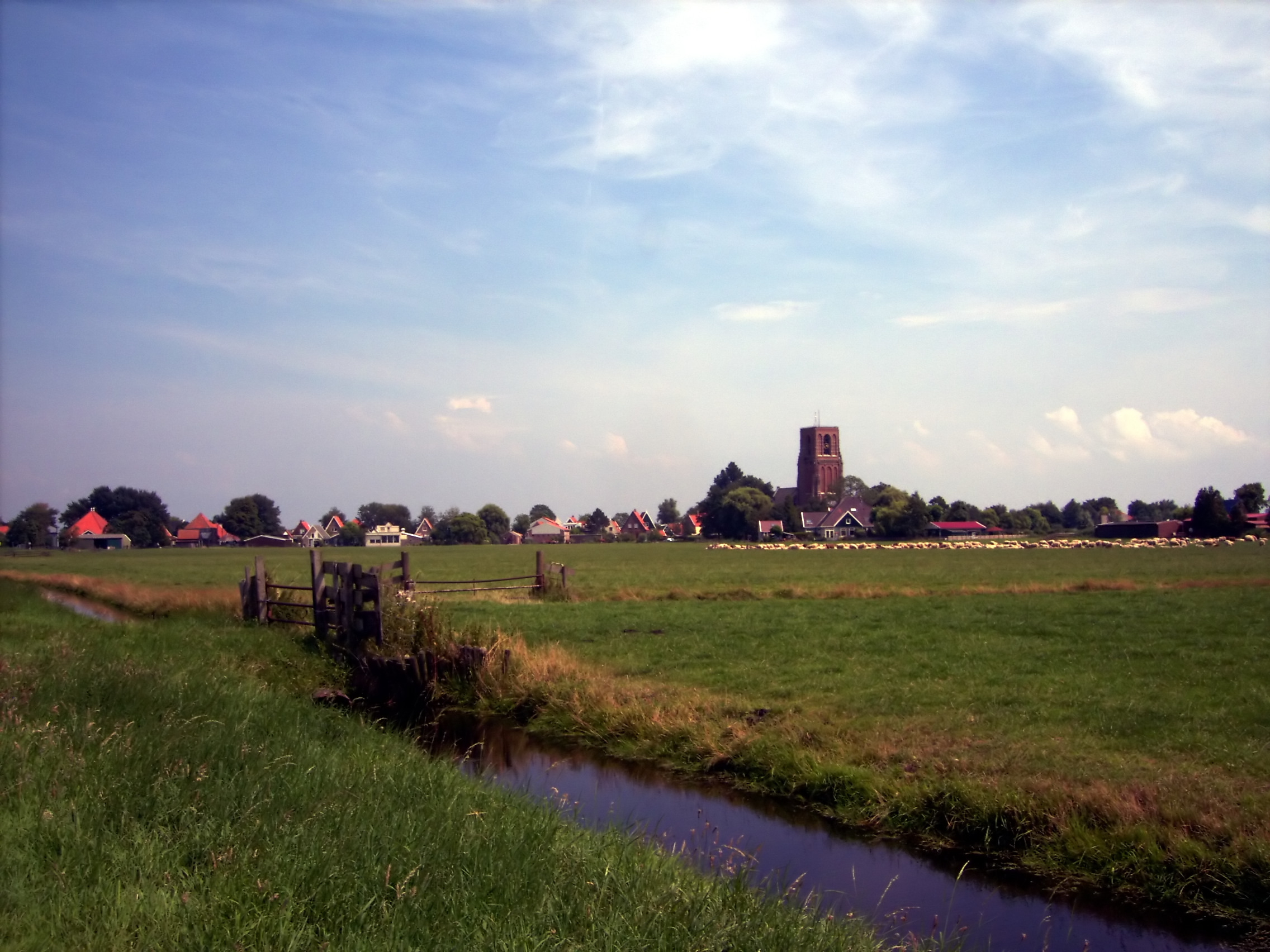
Het weidse landschap van Landelijk Noord met zicht op Ransdorp.

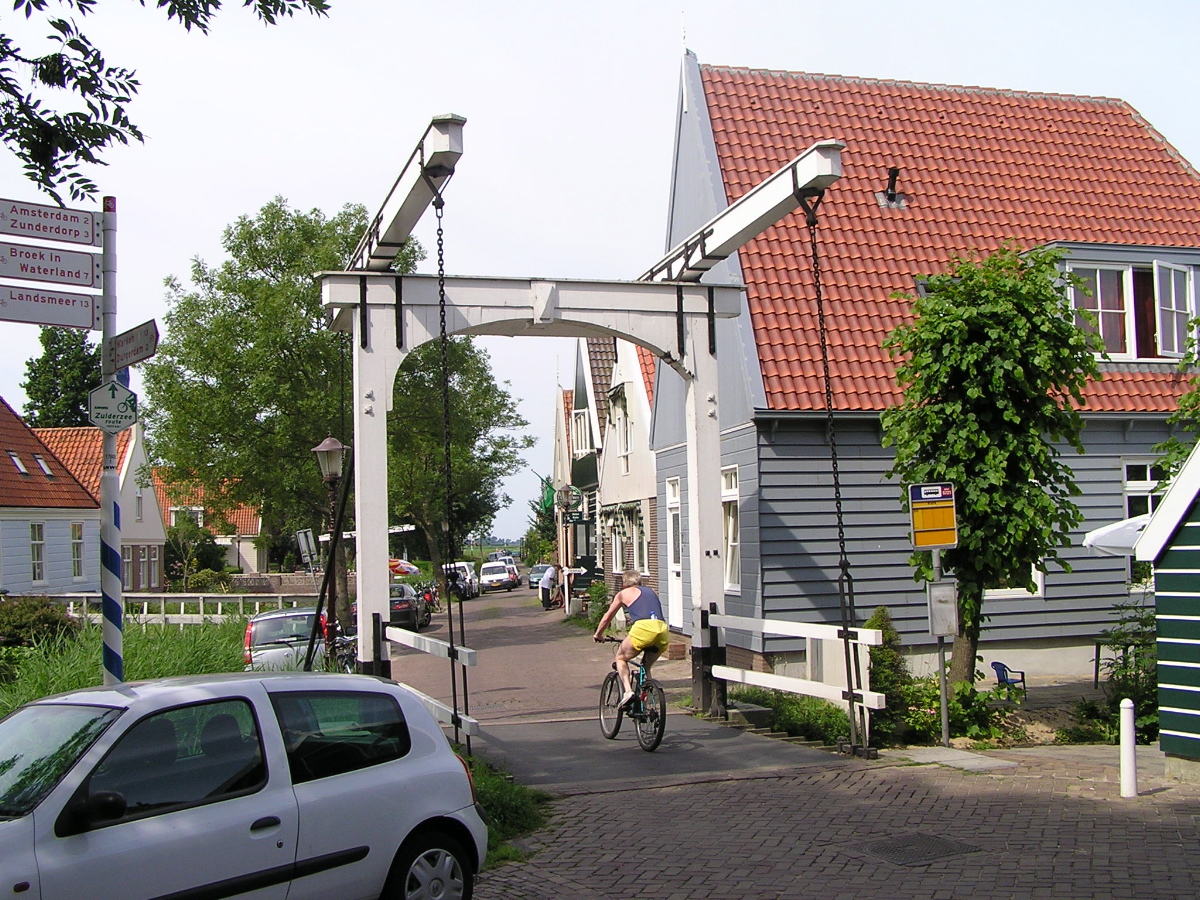
Ransdorp, juli 2005. De houten huizen zijn karakteristiek voor het gebied: doordat ze lichter zijn dan huizen van steen, zakken ze minder snel weg in de slappe veenbodem.

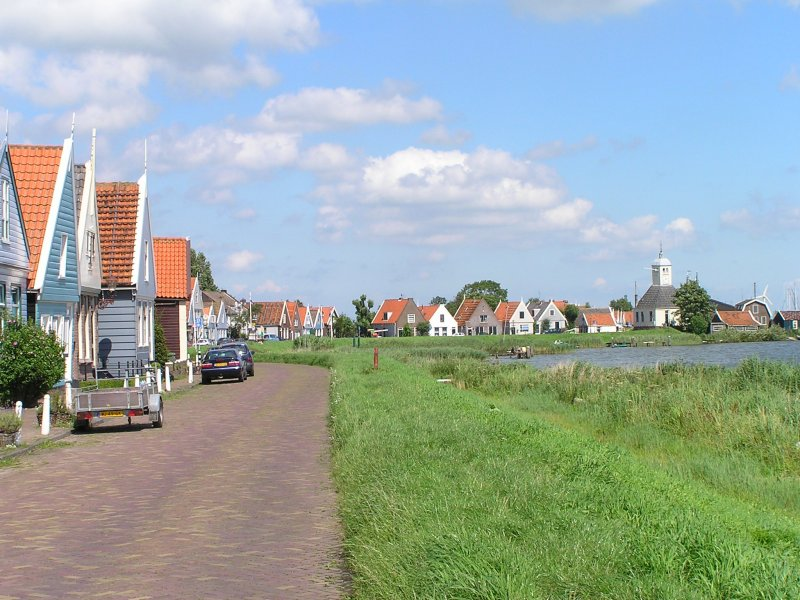
Durgerdam langs de Waterlandse Zeedijk.

Landelijk Noord is een deel van het Amsterdamse stadsdeel Noord dat bestaat uit landelijk gebied. Het is het zuiden van de regio Waterland in de provincie Noord-Holland waar de omgeving bestaat uit polderlandschappen met enkele kleine dorpen.

## Geschiedenis
Dit gebied behoort tot het historische gewest/gouw Waterland van West-Friesland. Tot 1921 lagen hier de gemeenten Buiksloot, Nieuwendam en Ransdorp. Deze werden per 1 januari 1921 door de gemeente Amsterdam geannexeerd, met instemming van de dorpen in het gebied, die na de grote overstroming van 1916 sterk verarmd waren.
Een deel van het grondgebied van Waterland werd tussen de jaren twintig en tachtig bebouwd met woonwijken van Amsterdam-Noord. Dit stadsgebied wordt sinds 1990 aan de noordkant begrensd door de Ringweg Noord (A10 Noord). Het gebied 'buiten de ring' met stedelijke bebouwing heeft de benaming Landelijk Noord gekregen. Ook het dorp Schellingwoude dat binnen Ringweg A10 ligt wordt tot Landelijk Noord gerekend.
Sinds 1987 valt Landelijk Noord bestuurlijk gezien onder het stadsdeel Amsterdam-Noord. Via de Centrale Dorpenraad Landelijk Noord, die in 1959 werd opgericht, houden de dorpen contact met elkaar over onder andere de indeling van het gebied. De raad is voor de dorpen tevens spreekbuis binnen het stadsdeel Amsterdam-Noord en de gemeente Amsterdam.
In 2017 verving Amsterdam het openbaar busvervoer in Landelijk Noord door een afroeptaxi. Het gebruik van dat systeem is echter slechts 25% van het verdwenen OV.

## Plaatsen binnen Landelijk Noord
Dorpen:
- Durgerdam
- Holysloot
- Ransdorp
- Schellingwoude
- Zunderdorp

Buurtschappen:
- 't Nopeind
- Het Schouw (deel)

### Beschermde dorpsgezichten
Drie dorpen in Landelijk Noord hebben de status van beschermd dorpsgezicht: Durgerdam, Holysloot en Ransdorp.